# 刮削蟹属
刮削蟹属（学名：Stelgistra）为相手蟹科的一个属。

## 下属物种
本属包括以下物种：
- 斯氏刮削蟹 Stelgistra stormi De Man, 1895